# (159776) Eduardoröhl
(159776) Eduardoröhl es un asteroide del cinturón principal, descubierto el 2 de mayo de 2003 por los astrónomos Ignacio Ferrín y Carlos Alberto Leal en el Observatorio Astronómico Nacional de Llano del Hato, ubicado en la Cordillera de Mérida, Venezuela.
Posee una excentricidad de 0,2101281 y un inclinación de 14,02816º.